# Budtjärnen (Leksands socken, Dalarna)
Budtjärnen är en sjö i Leksands kommun i Dalarna och ingår i Dalälvens huvudavrinningsområde.